# У Шаоцзу
У Шаоцзу (кит. трад. 伍紹祖, упр. 伍绍祖, пиньинь Wǔ Shàozǔ; 6 апреля 1939, Сиань — 18 сентября 2012) — китайский спортивный деятель, четвёртый председатель Олимпийского комитета Китая, директор Государственного управления по делам физкультуры и спорта КНР (1988—2000), генерал-майор.

## Биография
Родился 6 апреля 1939 года в Сиане. Отец — У Юньфу (кит. 伍雲甫), военный и партийный деятель; мать — Сюн Тяньцзин (кит. 熊天荊), партийный деятель.
В 1955 году вступил в Коммунистический союз молодёжи Китая.
В 1957 году поступил в Университет Цинхуа, где изучал теоретическую ядерную физику. Окончил в 1964 году.
В 1958 году вступил в Коммунистическую партию Китая.
С 1988 по 1998 год был директором Государственного комитета по делам физкультуры и спорта, а также после его реорганизации — директором Государственного управления по делам физкультуры и спорта до 2000 года.
В 1988 году получил звание генерал-майора.
С 1995 по 1999 год был председателем Олимпийского комитета Китая.
Депутат Всекитайского собрания народных представителей третьего и четвёртого созывов.
Умер 18 сентября 2012 года.